# 평양말
평양말 또는 평양 방언은 서북 방언 가운데 평양에서 사용되는 방언을 말한다. 문화어는 일제강점기에 어느 정도 표준화된 한국어 문어에 평양말의 영향을 받아 형성되었다.